# Signora di ferro
Signora di ferro (o, in un misto di inglese e italiano, Lady di Ferro) è un epiteto diventato celebre per descrivere una figura femminile di potere, autoritaria, determinata e inflessibile, soprattutto in ambito politico. 

## Origine dell'epiteto
Il termine “Iron Lady” fu attribuito per la prima volta a Margaret Thatcher, primo ministro del Regno Unito dal 1979 al 1990. Fu coniato in tono critico e propagandistico dal giornale militare sovietico Krasnaya Zvezda (Stella Rossa) nel 1976, quando la Thatcher, ancora leader dell’opposizione, tenne un discorso molto duro contro l’Unione Sovietica, criticando apertamente la minaccia comunista. Paradossalmente, l’epiteto nato per attaccarla divenne uno dei suoi marchi distintivi, che lei stessa adottò con orgoglio, trasformandolo in un simbolo della propria forza e risolutezza politica.
Ecco alcune delle donne che hanno ottenuto il soprannome.
- Indira Gandhi, Prima Ministra dell'India dal 1966 al 1977 e dal 1980 al 1984
- Golda Meir, Prima ministra di Israele dal 1969 al 1974
- Barbara Castle, donna politica britannica di sinistra (1910 - 2002).
- Margaret Thatcher, Prima ministra del Regno Unito dal 1979 al 1990
- Angela Merkel, Cancelliera tedesca dal 2005 al 2021
- Giorgia Meloni, Presidente del Consiglio dei Ministri della Repubblica Italiana dal 22 Ottobre 2022 [1][2][3][4][5][6][7]
- Ellen Johnson Sirleaf, Presidente della Liberia dal 2006 al 2018
- Wilhelmina, Regina dei Paesi Bassi dal 1890 al 1948
- Biljana Plavšić, ha fatto parte del governo serbo-bosniaco dal 1992 al 1998
- Dalia Grybauskaitė, Presidente della Lituania dal 2009.
- Nilde Iotti, Presidente della Camera dei deputati italiana dal 1979 al 1992.
- Miriam Defensor-Santiago, Senatrice delle Filippine

Alcune donne politiche hanno avuto soprannomi simili:
- La farfalla di ferro è il soprannome della ex first-lady filippina Imelda Marcos.
- Iron Rita è il soprannome della ministra olandese Rita Verdonk.
- Lady di Ferro è un soprannome per la ex presidente di Confindustria Emma Marcegaglia.

L'originale soprannome Iron Lady fu dato alla nave Star of India, la prima nave mercantile con scafo di ferro varata nel 1863.